# Илиев, Валентин
Валенти́н Или́ев Ивано́в (болг. Валентин Илиев Иванов; род. 11 июля 1980, 16 сентября 1980 или 11 августа 1980, Кнежа, Плевенская область) — болгарский футболист и тренер. Играл за сборную Болгарии.

## Клубная карьера
Илиев начал профессиональную карьеру во Враце, в команде «Ботев». В июне 2001 года подписал контракт с украинским клубом «Металлург» из Запорожья. За три года в клубе Валентин сыграл 21 матч и забил один гол. В ноябре 2004 года Илиев перешёл в софийский ЦСКА. В течение шести месяцев был капитаном команды. Забивал важные голы (победный гол в ворота «Вихрена» на последней минуте, счёт 1:0; гол в матче против турецкого «Бешикташа», счёт 2:2), показал хорошее умение завершать атаку. Забил с передачи Йордана Юрукова единственный гол в выездном матче против «Ливерпуля» 23 августа 2005 года в третьем отборочном раунде Лиги чемпионов УЕФА и принёс клубу историческую победу, которая, впрочем, не помогла ЦСКА выйти в групповой этап турнира — болгары уступили по сумме двух встреч 2:3. Проблемы с дисциплиной, в частности конфликт с товарищем по команде Жозе Эмилиу Фуртаду, привели к лишению Илиева звания капитана ЦСКА.
В 2008 Илиев перешёл в российский клуб «Терек» из Грозного за 500 000 евро. Являлся одним из основных защитников клуба, регулярно выходил на поле. 7 февраля 2010 года покинул клуб 15 февраля 2010 года подписал контракт на 1,5 года с клубом «Университатя». В 2011 году играл в клубе «Стяуа». Летом 2012 года на правах свободного агента перешёл в украинский клуб «Волынь». В конце сезона покинул луцкую команду.
Летом 2013 года перешёл на правах свободного агента в софийский ЦСКА. В команде взял 14 номер, был капитаном команды.

## Карьера в сборной
В 2005 году Илиев провёл свой первый матч за национальную сборную. Всего сыграл за команду 19 матчей.

## Достижения
ЦСКА София
- Чемпион Болгарии: 2004/05
- 2-е место в чемпионате Болгарии: 2005/06, 2006/07
- Обладатель Кубка Болгарии: 2005/06

Стяуа Бухаре́ст
- Обладатель Кубка Румынии: 2010/11

## Личная жизнь
Отец Илиева, Илия Валов, был вратарём ЦСКА и сборной Болгарии.
Жена Йоана, сыновья Александр и Теодор.